# Formelmassa
Inom kemin är formelmassan för ett ämne summan av atommassorna för de atomer som ingår i en formelenhet av ämnet.
Exempel: 
Formelmassan för vatten är
{\displaystyle \mathrm {H_{2}O} =2\cdot 1,01+16=18,02\,u}
och för koksalt 
{\displaystyle \mathrm {NaCl} =23+35,5=58,5\,u}
där 1 atommassenhet är
{\displaystyle u=1,66\cdot 10^{-27}\,\mathrm {kg} }
Formelmassa används i första hand för jonföreningar och metaller, eftersom det där inte finns några väldefinierade molekyler och alternativet molekylmassa därmed är ett mindre lämpligt begrepp.